# Louis Moult
Louis Moult (Stoke-on-Trent, 14 maggio 1992) è un calciatore inglese, attaccante del Crewe Alexandra.

## Caratteristiche tecniche
Prima o seconda punta, può giocare anche da interno di centrocampo.

## Carriera
Dopo aver giocato nei dilettanti degli Stoke Arrows passa alle giovanili dello Stoke City, con cui all'inizio della stagione 2009-2010, all'età di 17 anni, inizia a venire aggregato alla prima squadra, militante nella prima divisione inglese: fa infatti il suo esordio in partite ufficiali (e di fatto tra i professionisti) il 12 agosto 2009, in una partita di Coppa di Lega vinta per 1-0 sui londinesi del Leyton Orient; nel successivo mese di ottobre gioca la sua seconda partita in prima squadra, nei quarti di finale della medesima competizione, contro il Portsmouth. Il 10 marzo 2010 subentra invece dalla panchina nei minuti finali della partita di campionato pareggiata per 1-1 in casa contro il Burnley, facendo così il suo esordio nella prima divisione inglese, in quella che di fatto è anche la sua ultima presenza stagionale con le Potteries.
All'inizio della stagione 2010-2011 viene ceduto in prestito al Bradford City, in quarta divisione; fa il suo esordio con i Bantams il 7 agosto 2010 in una partita di campionato persa per 3-1 sul campo dello Shrewsbury Town, mentre segna la sua prima rete con la nuova maglia (e di fatto anche la sua prima rete in carriera in competizioni professionistiche) il successivo 30 ottobre, in un successo casalingo per 5-0 in casa contro l'Oxford Utd. Il 31 gennaio 2011, terminato dopo complessive 15 presenze tra tutte le competizioni ufficiali (11 delle quali in campionato) ed un'unica rete il prestito al Bradford City, torna allo Stoke City per essere immediatamente ceduto nuovamente in prestito, questa volta al Mansfield Town, in Conference League Premier (quinta divisione); termina la stagione giocando in totale solamente 6 partite (3 in campionato con anche 2 reti segnate e 3 in FA Trophy) con gli Stags, con il suo impiego che viene fortemente limitato da un grave infortunio, a causa del quale già nel mese di marzo il prestito viene in realtà interrotto. Il 19 agosto 2011 viene ceduto in prestito per un mese all'Accrington Stanley, in quarta divisione: durante la sua breve permanenza Moult gioca stabilmente da titolare, non trovando tuttavia mai la via del gol in nessuna delle 5 partite (4 di campionato ed una nel Football League Trophy) da lui giocate. Il 28 ottobre 2011 fa ritorno in prestito in quinta divisione al Mansfield Town: anche la sua seconda breve esperienza con il club non ha tuttavia fortuna, visto che gioca un'unica partita per poi tornare alle Potteries, che il 12 gennaio 2012 lo cedono in prestito per un mese in quinta divisione all'Alfreton Town, club in cui giocava anche suo fratello Jake. Anche qui l'attaccante trova scarsa continuità di impiego: gioca solamente una partita in campionato ed una partita in FA Trophy, competizione in cui segna anche la sua prima (ed unica) rete stagionale.
Nell'estate del 2012 Moult rimane svincolato a causa della scadenza del contratto che lo legava allo Stoke City; a seguito di un provino andato a buon fine, il 17 agosto 2012 firma un contratto annuale con il Northampton Town, club di quarta divisione; la sua esperienza con i Cobblers in realtà si protrae però solamente fino al gennaio del 2013, quando dopo 2 reti in 17 presenze (tra cui un'unica rete in 13 presenze in campionato) viene ceduto in prestito fino a fine stagione al Nuneaton Town, con cui conclude l'annata realizzando una rete in 17 presenze in quinta divisione: nonostante questa media realizzativa, una volta scaduto il suo contratto con il Northampton Town il Nuneaton Town nell'estate del 2013 gli offre un contratto per la stagione 2013-2014, che l'attaccante inizia segnando 8 reti nelle prime 9 partite di campionato giocate e che, in generale, conclude con 17 reti in 43 presenze. A fine anno lascia il club per andare a giocare al Wrexham, sempre nella stessa categoria: nella sua unica stagione con la maglia dei Red Dragons realizza 23 reti in 37 presenze tra tutte le competizioni ufficiali (tra cui 39 presenze e 16 reti in incontri di campionato), raggiungendo anche la finale (poi persa) di FA Trophy.
Nell'estate del 2015, gli scozzesi del Motherwell lo prelevano dal Wrexham: l'attaccante inglese debutta nella prima divisione scozzese e al suo primo anno firma 15 gol in campionato, piazzandosi quarto tra i marcatori. Il 17 settembre 2016, realizza la sua prima quaterna da professionista, marcando tutte le reti del Motherwell contro l'Hamilton Academical nel 4-2 finale.
In seguito ha giocato anche nella seconda divisione inglese con il Preston N.E. e nella prima divisione scozzese nuovamente al Motherwell e con il Dundee Utd.

## Palmarès

### Club

#### Competizioni nazionali
- Scottish Championship: 1

Dundee United: 2023-2024